# John Boudreaux
John Boudreaux (* 10. Dezember 1936 in New Roads, Louisiana; † 14. Januar 2017 in Los Angeles) war ein US-amerikanischer Jazz- und Rhythm-&-Blues-Musiker (Schlagzeug).

## Leben und Wirken
John Boudreaux gehörte zu Beginn seiner Karriere 1954 der Band von Art Neville an; er spielte in den späten 1950er- und 1960er-Jahren in der R&B- und Jazzszene von New Orleans, u. a. mit Professor Longhair („Go To The Mardi Gras“ 1959), der Rhythm-&-Blues-Band AFO Executives (u. a. mit Alvin Tyler, Harold Battiste und Melvin Lastie), ferner mit Maria Muldaur, Dr. John und Allen Toussaint. Ab Ende der 1960er-Jahre arbeitete er in Los Angeles, u. a. mit James Booker (The Lost Paramount Tapes, 1973), Sam Cooke, Clifford Scott und Johnny Otis. In den 1990ern spielte er noch mit Niels Lan Doky und Chris Minh Doky. Im Bereich des Jazz war er zwischen 1961 und 1996 an 13 Aufnahmesessions beteiligt. 2003 legte er das Album Past, Present and Future vor.